# Horka (Dokeská pahorkatina)
Horka (386 m n. m.) je vrch v okrese Česká Lípa v Libereckém kraji. Leží asi 0,5 km jižně od obce Bezděz na jejím katastrálním území. Vrch se nachází mimo chráněné území v prostoru mezi severní a jižní částí Chráněné krajinné oblasti Kokořínsko – Máchův kraj.

## Popis vrchu

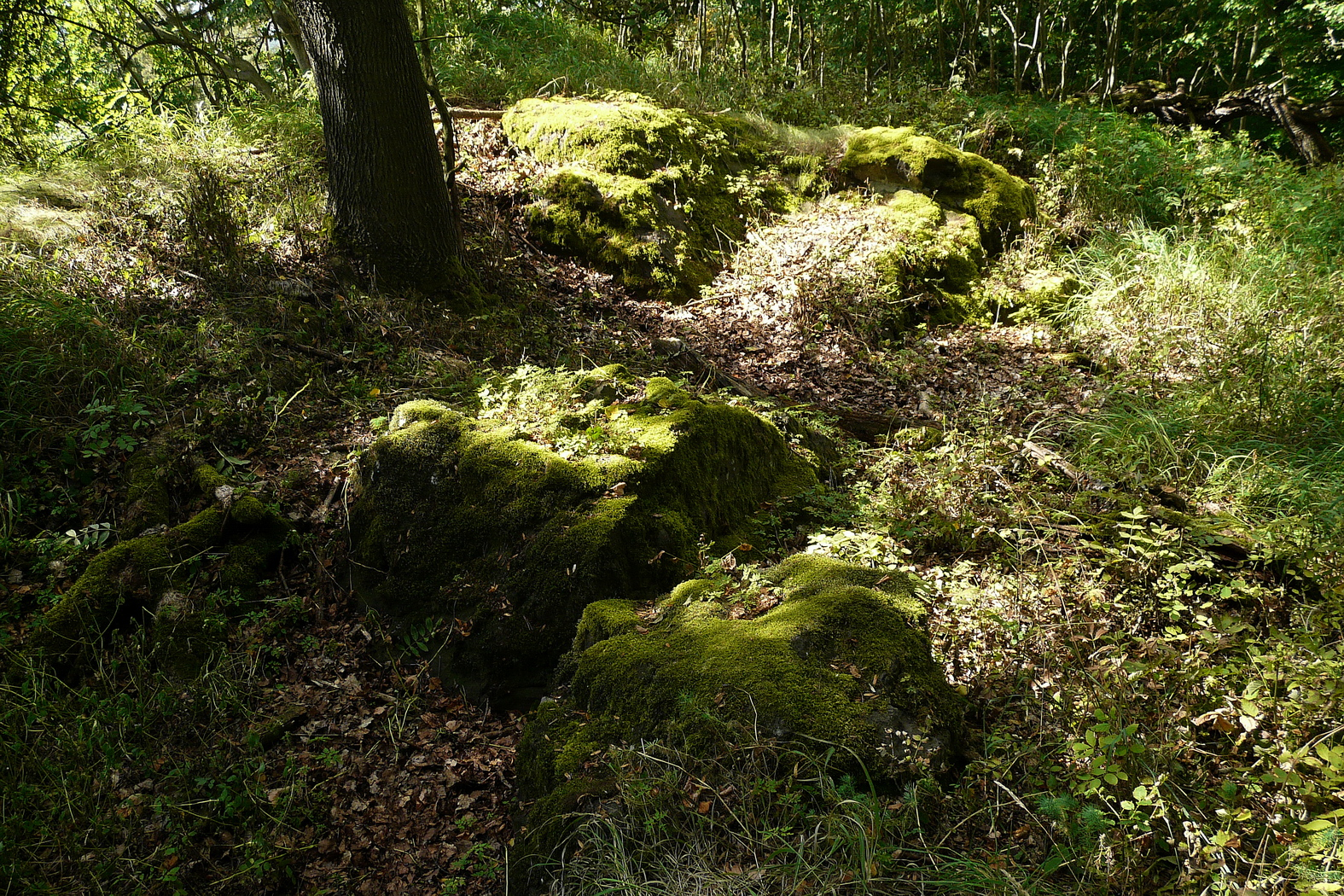
Vulkanitové skalky na Horce

Jedná se o krátký strukturní hřbítek, orientovaný ve směru sever – jih se dvěma vrcholy (nižší na jihu je vysoký 382 m) v jižním předpolí Bezdězu. Vrch byl utvářen trojitým průnikem limburgitu skrz obal svrchnokřídových křemenných pískovců, na východním svahu je sprašová pokrývka. Vrcholy jsou porušeny drobnými kamenolomy. Mezi vrcholy na západním svahu je pískovcová věž.
Vrch je převážně zalesněn na vrcholech listnatými porosty, níže na západě pruhem jehličnatých porostů. Okolo jsou pole. Na severu až západě je Horka oddělena mělkým údolím od Bezdězské části. Od hranice lesa na severní straně je dobrý výhled na oba vrcholy Bezdězu.

## Geomorfologické zařazení
Vrch náleží do celku Ralská pahorkatina, podcelku Dokeská pahorkatina, okrsku Bezdězská vrchovina a podokrsku Slatinská pahorkatina.

## Přístup
Nejbližší dojezd automobilem je do obce Bezděz nebo k vrchu u spojovací silnice z Bezdězu ke křižovatce na silnici I/38. Po spojovací silnici vede modře značená turistická trasa a cyklotrasa 0060 z Bezdězu k vlakové zastávce Bezděz na trati 080.